# Rio Ciuceavca
O Rio Ciuceavca é um rio da Romênia, afluente do Danúbio, localizado no distrito de Mehedinţi.